# Cycas elongata
Cycas elongata là một loài thực vật hạt trần trong họ Cycadaceae. Loài này được Leandri D.Y.Wang mô tả khoa học đầu tiên năm 1996.